# Furor
Furor fue un concurso de televisión español emitido por Antena 3 entre 1998 y 2001 y posteriormente por la FORTA en 2006. Realizado por Fernando Navarrete y presentado por Alonso Caparrós. Estaba basado en el programa francés La Fureur.

## Mecánica
En el concurso se enfrenta un equipo de famosos varones contra uno de famosas. Según se desarrolla el programa, uno y otro equipo deben competir mediante pruebas musicales, de habilidad y respondiendo a preguntas de cultura general. El equipo que perdía la prueba que tocaba en ese momento debía cantar un popurrí del modo más delirante posible (subiéndose a la mesa, sacando a bailar a alguien del público o a un oponente, etc.) Si el presentador consideraba que la actuación había sido lo suficientemente alocada, concedía al equipo un punto para que empataran con sus contricantes. En la práctica los puntos no importaban demasiado ya que el presentador tenía la capacidad de repartirlos de forma arbitraria o de decidir que la última prueba valía más y era decisiva.

## Etapas
En un primer momento, entre el inicio de sus emisiones y el 16 de junio de 2001, el espacio se emitió en la cadena generalista Antena 3 a lo largo de tres temporadas. En su primera temporada alcanzó un 27,6% de audiencia.
- Temporada 1 - Del 03/10/98 al 30/01/99. Sábados a las 21:45h
- Temporada 2 - Del 18/09/99 al 24/12/99. Sábados a las 21:45h
- Temporada 3 - Del 10/03/01 al 16/06/01. Sábados a las 22:45h

Retirado de la programación durante cinco años, el concurso volvió a las pantallas el 17 de mayo de 2006en este caso en las cadenas autonómicas agrupadas en la FORTA, aunque con exiguos resultados de audiencia que propiciaron su pronta y definitiva cancelación.

## Presentadores
- Alonso Caparrós (1998-2006)

## Pruebas
- ''Canción interrumpida': suele ser el juego de apertura del programa. Cada equipo cantará una canción en la que, en cualquier momento desaparecerá la base musical y deberán mantener a capela el tempo, tono y ritmo de la misma. A juicio del presentador, quienes consigan mantener la canción en su sitio, ganarán el punto
- ''Está cantando': se realizara preguntas sobre la canción que está sonando y los equipos tienen que contestar correctamente.
- ''Tienes la palabra'': El presentador dice una palabra y los grupos tendrán que ir cantando de forma alterna una canción la cual tenga esa palabra. Si se repite la canción o el equipo se queda sin ideas, el presentador otorga mini puntos al equipo contrario. Cuando lleguen a 3 mini puntos se otorga el punto por lo que se da el ganador de la prueba.
- ''Letra prohibida'': los participantes canta una canción dividida por colores y no podrán pronunciar la letra que indique el presentador, se dará el punto a quien mejor realice la actuación.
- ''Canción dedicada'': en las pantallas se mostraran a unos personajes y los grupos tienen que cantar la canción que más identifique a cada personaje.
- ''Mi color'': A los participante se les dará unos pompones y los animadores levantaran una palas con un color, y tendrán que cantar aquel grupo que tenga el color del animador.

## Concursantes

### IV Edición - 2006
| Gala | Chicas                                                                             | Chicos                                                                          | Resultado | Fecha               |
| 1    | Cristina Tárrega Paola Dominguín Alejandra Prat Nani Gaitán Rocío Madrid           | Óscar Higares Fernando Romay Pablo Martín Aarón Guerrero Luis Lorenzo           | 4 - 5     | 27 de mayo de 2006  |
| 2    | Bibiana Fernández Rossy de Palma Antonia Dell'Atte Raquel Meroño Arancha de Benito | Moncho Borrajo Javier Cárdenas Rodolfo Sancho Nacho Sierra José Antonio Canales | 6 - 3     | 3 de junio de 2006  |
| 3    | Carmen Janeiro Verónica Mengod Lorena Bernal Gemma Ruiz Jacqueline de la Vega      | Paco Arévalo Rafi Camino Raúl Sender Asdrúbal Sergio Pazos                      | 5 - 6     | 10 de junio de 2006 |

## Audiencia Media de todas las ediciones
Estas han sido las audiencias de las cuatro ediciones del programa Furor
| Edición                | Fecha     | Programas | Cadena   | Espectadores | Share |
| ---------------------- | --------- | --------- | -------- | ------------ | ----- |
| Furor: Primera edición | 1998-1999 | 19        | Antena 3 | 3.524.000    | 22,2% |
| Furor: Segunda edición | 1999-2000 |           | Antena 3 |              |       |
| Furor: Tercera edición | 2001      | 15        | Antena 3 |              |       |
| Furor: Cuarta edición  | 2006      |           | FORTA    |              |       |

## Premios
- TP de Oro (1998). Mejor concurso.